# Hu Sanxing
Hu Sanxing (chinois : 胡三省 ; pinyin : Hú Sānxǐng) (1230 – 1302), né Hu Mansun (胡滿孫), noms de courtoisie Shenzhi (身之), Meijian (梅澗), et Jingcan (景參), était un historien et commentateur historique Chinois  qui a vécu au cours de la fin de la dynastie Song et au début de la dynastie Yuan.
Hu Sanxing est né à Ninghai, ce qui correspond actuellement aul Xian de Ninghai de Ningbo, dans la Province du Zhejiang. Pendant la décennie 1250, il était un officiel de rang moyen, au service du premier ministre Jia Sidao (賈似道). Après la chute des Song, il s'est caché au fin fond de la Chine et a passé tout le reste de sa vie à écrire ses corrections et commentaires du Zizhi Tongjian, une histoire universelle de la Chine rédigée par l'historien Sima Guang, à la demande de l'empereur Song Yingzong. 
Les commentaires de Hu Sanxing sont considérés, par les lecteurs du Tongjian, comme une aide très précieuse pour la compréhension de cette œuvre.